# Dziewczynka z hotelu Excelsior (film)
Dziewczynka z hotelu Excelsior – polski film psychologiczny z 1988 roku na podstawie opowiadania Eustachego Rylskiego pod tym samym tytułem.

## Fabuła
Jan wraz z żoną Barbarą spędzają urlop na wczasach. Jan poznaje na plaży 12-letnią Inte, która prosi go o przypilnowanie psa, a sama idzie się wykąpać. Tymczasem Barbarę zaczyna adorować dużo młodszy mężczyzna. Imponuje jej jazdą mercedesem. Inte proponuje Janowi wspólną kąpiel, a po pewnym czasie mężczyzna zauważa, że jest sam wśród wzburzonych fal. Na plaży pojawia się pobity adorator Barbary, którego Inte prosi o przypilnowanie psa, a sama idzie się wykąpać.

## Obsada
- Witold Pyrkosz – Jan
- Natalia Kopczyńska – Inte
- Maria Chwalibóg – Barbara, żona Jana
- Jan Englert – playboy
- Maria Probosz – dziewczyna playboya
- Jerzy Łapiński – samotny wczasowicz
- Witold Pyrkosz jr – chłopiec na stawie
- Justyna Kreczmarowa – starsza pani
- Jan Łopuszniak – starszy pan
- Janusz Rewiński – instruktor KO
- Hanna Orsztynowicz – starościna turnusu
- Zdzisław Rychter – przywódca punków
- Tomasz Lengren – mężczyzna pytający o godzinę
- Magdalena Lengren – dziewczyna
- Eryka Wosińska – strażniczka
- Ryszard Ronczewski – mężczyzna z siecią
- Halina Winiarska – kierowniczka czytelni

## Zdjęcia
- Sopot, Gdynia